# Anemie
Anemia (din grecescul Ἀναιμία anaîmia, insemnând “fără sânge”) este definită ca o deficiență calitativă sau cantitativă a hemoglobinei, moleculă ce se găsește in globulele roșii. Deoarece hemoglobina transportă oxigenul de la plămâni la țesuturi, anemia conduce la hipoxie (lipsă de oxigen) în organe.

## Tipuri
Oxigenul este transportat de la plămâni la țesuturi prin organism cu ajutorul globulelor roșii. Oxigenul se fixează pe hemoglobină, o moleculă caracteristică oricărei globule roșii. Când cantitatea de hemoglobină funcțională este redusă, atunci se poate spune că apare anemia. Anemia care rezultă poate lua multe forme printre care: cea cauzată de o deficiență de fier (anemia feriprivă); de vitamine (anemie megaloblastică); a tiroidei, distrugerea prematură a globulelor roșii (anemie hemolitică); înlocuirea celulelor normale din măduva roșie osoasă cu celule canceroase sau leucemia (anemie mieloftizică); maduva roșie osoasă este atrofiată și este afectată hematopoieza(formarea sangelui) prin deficit cantitativ pe toate 3 seriile de celule sanguine: roșii, albe și trombocite (anemie aplastică); defecte structurale înnăscute ale globulelor roșii, inhibarea producției de eritropoietină de către sistemul imunitar (anemie cronică) și o incapacitate de a produce hemoglobină sau de a se folosi de fier (anemie sideroblastică).
Toate aceste tipuri diferite de anemie pot fi grupate în categorii în funcție de cauze și tratamente. În totalitate au fost identificate peste 400 de tipuri de anemie, multe dintre ele clasificate drept rare. O persoană anemică poate apărea adesea palidă și slăbită, poate simți că nu mai poate respira sau că leșină, sau o resimțire a bătăilor inimii în tot organismul.

## Cauze
Perturbarea poate fi datorată mai multor condiții, unele ereditare dar majoritatea sunt rezultatul unei alimentații necorespunzătoare. Cu toate că unele forme de anemie au nevoie de supravegherea medicului, acelea cauzate de alimentație pot fi tratate acasă după darea diagnosticului. Este important ca oamenii să se ocupe de anemia datorată alimentației pentru că este foarte răspândită și totodată simplu de tratat. Cele mai comune forme de anemie nutrițională sunt cea datorată lipsei de fier, de acid folic și de vitamina B12. Anemia însăși nu este o boală, ci mai degrabă un set de simptome ce țin de patologic. Abuzul de alcool și alcoolismul, Betatalasemia, Cancer , Boala celiaca, Boli ale țesutului conjunctiv, Boala lui Crohn, Diverticulită (Diverticuloza), Escherichia coli Enteroinvaziv (EIEC), Cancer esofagian, Deficiență de G6PD, Sindromul hemolitic uremic, Boală inflamatorie intestinală , Malarie, Medicamente antiinflamatorii nesteroide și Ulcere, Cancer pancreatic, Ulcer gastroduodenal, Anemia pernicioasă, Bolile hemoglobinei (Drepanocitoza), Cancer gastric, Colită ulcerativă, Menstruație. 
În general, anemia are patru cauze majore: 
- Hemoragie
- Hemoliză -distrugerea excesivă a globulelor roșii
- Producția insuficiență de globule roșii
- Nivel insuficient de hemoglobină

La femei, incidenta anemiei este mai crescuta decât in cazul bărbaților, din cauza pierderii lunare de sânge prin menstruație. Anemia feriprivă (datorata lipsei de fier din organism) este comună
la adulți, fiind cauzată de pierderea de sânge - prin menstruație sau prin sângerări latente. La copii, anemia feripriva este provocată din cauza insuficienței aportului alimentar de fier. Anemia
este cauzată frecvent de sângerarea gastrointestinală consecutivă luării unor medicamente obișnuite, precum aspirina sau ibuprofen (Advil sau Motrin).

## Simptomele anemiei
Oboseala, tulburări de respirație, dureri în piept, dureri abdominale, scădere în greutate, slăbiciune, amețeala și pierderea vederii timp de câteva secunde.

## Diagnosticare
Deoarece de cele mai multe ori anemia afectează transportul de oxigen, este influențată și utilizarea combustibililor. Deoarece anemia este o problema hematologică se impune testarea elementară a sângelui. Acest test poate furniza multe dintre informațiile necesare: determinarea procentajului de celule albe (importante în lupta împotriva infecțiilor), a hematocritelor (câtul împărțirii volumului de globule roșii la volumul total de sânge). Testul constă în observarea la microscop a unei probe de sânge pentru a localiza anormalități în structura celulei. Pentru că boala sa fie diagnosticată drept anemie, numărul globulelor roșii trebuie să fie sub 4,8 milioane/microlitru la bărbați și 4,2 milioane/microlitru la femei (față de cantitățile normale de 5,4 miloane/microlitru la bărbați și 4,8 milioane/microlitru la femei).
Este destul de ușor să îți dai seama dacă un pacient este anemic. În general, mult mai dificil și mai costisitor este să constați cu exactitate cauza dereglării. Progresele tehnologice actuale permit formularea unei teze despre cauza bolii prin câteva teste simple ale sângelui. Anemia poate exista în trei feluri diferite: producție scăzută de globule roșii, distrugere crescută a acestora sau pierderea sângelui prin hemoragie. Cele trei forme de anemie nutrițională sunt datorate producției scăzute de globule roșii. Cea mai comună este anemia asociată lipsei de fier.

## Anemia datorată deficienței de fier (anemie feriprivă)
Deficiența de fier este cea mai răspândită deficiență din întreaga lume. Ea influențează viețile a milioane de femei și copii și contribuie la o dezvoltare cognitivă scăzută, mortalitate infantilă și capacitate de muncă redusă. Însă, cu măsuri de sănătate publică corespunzătoare, această formă de lipsă a micro-nutrienților poate fi ținută sub control.
Cu toate că acest tip de deficiență poate fi stopată prin tratament, stricăciunile mentale și psihomotorii nu sunt în totalitate înțelese. Cu toate că anemia nutrițională a scăzut în țările dezvoltate, înca mai sunt afectate între 500 și 600 milioane de oameni (o șesime din populația lumii). Chiar și în Statele Unite deficiența de fier este cea mai dominantă malnutriție. Acest tip de anemie este cea mai prezentă la copiii mici între 6 și 24 de luni și la femeile apte de reproducere, nelipsind însă și la adolescenți, adulți și bătrâni.
Deficiența de fier se dezvoltă încet și nu este vizibilă decât după ce anemia e majoră și există consecințe. Principalele cauze sunt consumul insuficient de mâncăruri ce conțin fier, absorbția slabă a acestuia în organism și pierderea de sânge. Sărăcia, abuzurile și traiul într-o casă cu condiții de cofort proaste plasează copiii în aria maximă de risc pentru anemie.
Când se diagnostică boala, este verificat nivelul fierului după ce rezultatele de laborator sunt gata. Dacă este mic se verifică și nivelul de feritină, o proteină ce fixează fierul. Dacă nivelul de feritină este scăzut, este confirmat diagnosticul de anemie.

### Tratament
Există o varietate de măsuri pentru a preveni și combate anemia datorată deficienței de fier. Acestea includ îmbunătățirea alimentației, consumul de mâncăruri bogate în fier, suplimente de vitamine ș.a.m.d.
Numeroase studii au arătat că frecvența suplimentelor de fier poate fi redusă de la zilnic la săptămânal fără a compromite eficiența tratamentului. Totuși la copii mici și la femeile gravide se păstrează recomandarea de a lua suplimente zilnic.

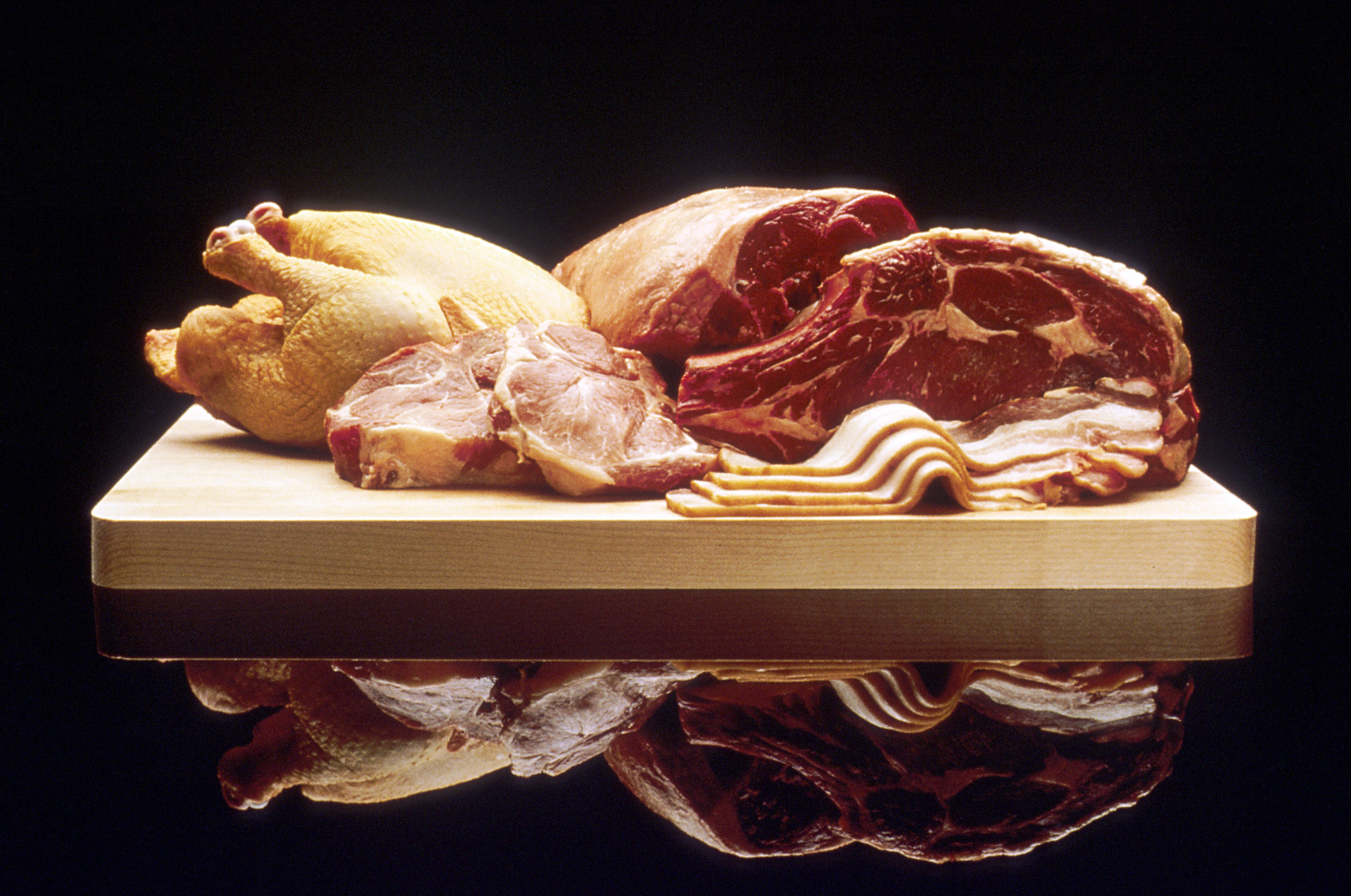
Carnea este o sursă bună de fier cu absorbție rapidă

Sunt multe strategii pentru fortifierea cu fier la nivel național. Una dintre ele ar fi suplimentarea unei mâncari de bază, consumată în cantități mari de către toata populația. În Caraibe, America de Sud, America de Nord și Regatul Unit, această abordare a avut succes prin folosirea făinii de grâu. O a doua abordare de succes a fost folosirea condimentelor, uleiului de pește și a zahărului.
Mâncăruri bogate în fier care sunt rapid absorbite în organism includ carnea (în special ficatul), peștele, carnea de pasăre, ouăle, moluștele, fasolea și mazărea, fructele uscate, făina de soia ș.a.m.d. Aceste mâncăruri, împreună cu cele bogate în vitamina C, susțin absorbția de fier în organism. Totodată există mâncăruri care reduc abilitatea corpului de a absorbi fier prin blocarea intrării lui în sistemul digestiv: pâinea graham, calciul, ceaiul, zincul în cantități excesive ș.a.m.d. Bărbații au nevoie de aproximativ un gram de fier în fiecare zi. Femeilor care alăptează sau sunt însărcinate, precum și copiilor în creștere, le trebuie aproximativ 1,5 până la 2 grame zilnic. Cu toate acestea doar 10% din fierul pe care îl mâncăm este absorbit în organism așa că, un bărbat normal ar trebui să consume 10 grame de fier pe zi.

## Anemia datorată deficienței acidului folic

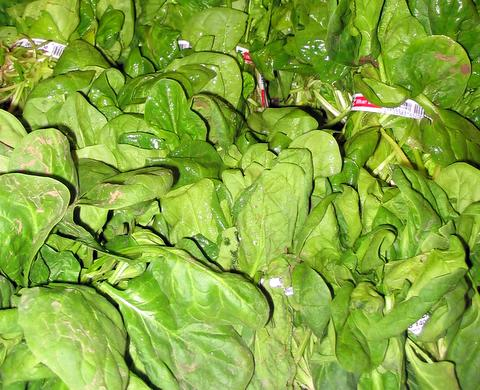
Spanacul conține niveluri ridicate de acid folic

Acidul folic este un membru al grupului de vitamine B. Lipsa lui duce la o anemie caracterizată de un număr mic de globule roșii foarte mari în dimensiuni. Deficiența se produce dacă alimentația este săracă în acid folic sau dacă intestinele nu o pot absorbi. Asocierea unei alimentații necorespunzatoare cu alcoolismul este cauza cea mai comună a deficientei acidului folic. Abuzul de alcool nu numai că contribuie la malnutriție ci și produce unele schimbări chimice care duc la scăderea nivelului de acid. Deficientele pot fi datorate și unei cereri ridicate de acid folic ca în cazul cancerului, sarcinii, hipertiroidismului, anemiei hemolitice sau de unele medicamente ce facilitează absorbția.
Acidul folic este indispensabil în metabolismul aminoacizilor și în formarea de globule roșii sănătoase. Acesta este o substanță solubilă în apă și de aceea nu poate fi stocată în mari cantități în corp. De aceea trebuie realimentat printr-o alimentație sănătoasă. Organele animale ca și ficatul și rinichii conțin cea mai mare cantitate de acid folic. Alte mâncăruri bogate în acest acid: legume verzi (spanac, asparagus, broccoli), suc de portocale, banane, fasole și mazare. La fel ca și cu fierul, cantitatea de acid folic absorbită depinde de sursa lui. Doar între 25% și 50% din acidul folic consumat este absorbit. Motivele pentru absorbția redusă a acestuia pot fi: prăjirea excesivă a alimentelor, lăsarea legumelor crude la temperatura camerei timp de mai multe zile și consumul de antiacizi.

### Prevenire
Majoritatea oamenilor pot preveni apariția deficienței acidului folic prin păstrarea unei alimentații echilibrate, prin limitarea consumului de alcool sau prin luarea de suplimente in timpul sarcinii. Totodată fumatul "neutralizeaza" vitaminele, astfel se recomanda renunțarea la acesta.